# Граф де Мориана-дель-Рио
Граф де Мориана-дель-Рио — испанский дворянский титул. Он был создан 17 марта 1698 года королем Испании Карлосом II в пользу Хуана де Оркаситатса и Авельянеды, алькальда Кампо-де-Калатрава и регидора Гвадалахары.
Хуан де Оркаситас и Авельянеда был сыном Паскуаля де Оркаситаса и Марии Авельянеды и Сан-Хуан де Арче.

## Графы де Мориана-дель-Рио
|                                                     | Титул                                                          | Период                                      |
| Креация создана королем Испании Карлосом II         | Креация создана королем Испании Карлосом II                    | Креация создана королем Испании Карлосом II |
| --------------------------------------------------- | -------------------------------------------------------------- | ------------------------------------------- |
| I                                                   | Хуан де Оркаситас и Авельянеда                                 | 1698 — ?                                    |
| II                                                  | Хуан Франсиско де Оркаситас и Олеага                           | ? — 1739                                    |
| III                                                 | Хуана Петронила де Оркаситас и Ариас де Кастильо               | 1739 — ?                                    |
| IV                                                  | Франсиско Мария Ариас дель Кастильо и Оркаситас                | ? — 1798                                    |
| V                                                   | Франсиско Хавьер де Сантистебан и Оркаситас                    | 1798-1826                                   |
| VI                                                  | Мария Долорес Сантистебан и Оркаситас                          | 1826-1862                                   |
| VII                                                 | Франсиско Хуан Фернандес де Энестроса и Сантистебан            | 1862-1887                                   |
| VIII                                                | Игнасио Фернандес де Энестроса и Сантистебан                   | 1887-1895                                   |
| Креация восстановлена королем Испании Альфонсо XIII |                                                                |                                             |
| IX                                                  | Игнасио Фернандес де Энестроса и Ортис де Мионьо               | 1896-1934                                   |
| X                                                   | Игнасио Фернандес де Энестроса и Гайосо де лос Кобос           | 1934-1948                                   |
| XI                                                  | Виктория Евгения Фернандес де Кордова и Фернандес де Энестроса | 1987-2013                                   |
| XII                                                 | Виктория Елизавета де Гогенлоэ-Лангенбург и Шмидт-Полекс       | 2018 — настоящее время                      |

## История графов де Мориана-дель-Рио
- Хуан де Оркаситас и Авельянеда, 1-й граф де Мориана-дель-Рио.

1. Супруга — Мария Хосефа Олеага и Нуньес дель-Валье. Ему наследовал их сын:

Их дочь, Мария Гертрудис де Оркаситас и Олеага, стала женой Педро Регаладо Оркаситаса и Салазара, 1-го маркиза де ла Вера. От этого брака происходят последующие маркизы де Вера и маркизы де Вильядариас.
- Хуан Франсиско де Оркаситас и Олеага (? — ?), 2-й граф де Мориана-дель-Рио.

1. Супруга — Виоланта дель Кастильо и Вентимилья Ариас де Кастильо, дочь Франсиско дель Кастильо Фахардо и Муньоса, 2-го маркиза де Вальядариаса, и Паулы де Вентимилья. Ему наследовала их дочь:

- Хуана Петронила де Оркаситас и Ариас дель Кастильо (? — 1721), 3-я графиня де Мориана-дель-Рио.

1. Супруг — Хуан Баутиста дель Кастильо и Вентимилья, 5-й маркиз де Вильядариас (1696—1773). Ей наследовал их сын:

- Франсиско Мария Ариас дель Кастильо и Оркаситас (1743—1798), 4-й граф де Мориана-дель-Рио, 6-й маркиз де Вильядариас. Ему наследовал его двоюродный брат, сын Игнасио Фернандо Сантистебана и Марии Франсиски Оркаситас:

- Франсиско Хавьер де Сантистебан и Оркаситас (? — 1826), 5-й граф де Мориана-дель-Рио, 7-й маркиз де Вильядариас, 7-й принц де Санто-Мауро-де-Наполес, 7-й граф де Пеньон-де-ла-Вега.

1. Супруга — Мария Хосефа де Оркаситас и Мело де Португаль, 3-я маркиза де ла Вера. Ему наследовала их дочь:

- Мария де лос Долорес де Сантистебан и Оркаситас (1795—1862), 6-я графиня де Мориана-дель-Рио, 4-я маркиза де ла Вера, 8-я маркиза де Вильядариас, 8-я принцесса де Санто-Мауро-де-Наполес (после её смерти этот титул перестал существовать).

1. Супруг — Диего Фернандес де Энестроса и Монтенегро. Ей наследовал их старший сын:

- Франсиско Хуан Фернандес де Энестроса и Сантистебан (1818—1887), 7-й граф де Мориана-дель-Рио. Ему наследовал его брат:

- Игнасио Фернандес де Энестроса и Сантистебан (1819—1895), 8-й граф де Мориана-дель-Рио.

Титул восстановлен в 1896 году:
- Игнасио Фернандес де Энестроса и Ортис де Мионьо (1851—1934), 9-й граф де Мориана-дель-Рио, 9-й маркиз де Сильеруэло.

1. Супруга — Франсиска де Борха Гайосо де лос Кобос и Севилья (1854—1926), 15-я маркиза де Камараса, 18-я графиня де Кастрохерис, 14-я графиня де Рикла. Ему наследовал их сын:

- Игнасио Фернандес де Энестроса и Гайосо де лос Кобос (1880—1948), 10-й граф де Мориана-дель-Рио, 16-й маркиз де Камараса, 13-й граф де Амаранте, 21-й граф де Кастрохерис, 18-й граф де Ривадавия.

1. Супруга — Бланка Перес де Гусман и Санхуан (1894—1975). Их брак был бездетным. Ему наследовала его племянница:

- Виктория Евгения Фернандес де Кордова и Фернандес де Энестроса (1917—2013), 11-я графиня де Мориана-дель-Рио, 18-я герцогиня де Мединасели, 4-я герцогиня де Тарифа и т. д.

1. Супруг — Рафаэль де Медина и Вильялонга (1905—1992). Её сменила её правнучка:

- Виктория Елизавета де Гогенлоэ-Лангенбург и Шмидт-Полекс (род. 1997), 12-я графиня де Мориана-дель-Рио, 20-я герцогиня де Мединасели. Единственная дочь принца Марко Гогенлоэ-Лангенбурга, 19-го герцога де Мединасели (1962—2016), и Сандры Шмидт-Полекс (род. 1968), внучка принца Макса фон Гогенлоэ-Лангенбурга (1931—1994), и Анны Луизы де Медина и Фернандес де Кордовы, 13-й маркизы де Наваэрмоса и 9-й графини де Офалия (1940—2012), единственной дочери Виктории Евгении Фернандес де Кордовы, 18-й герцогини де Мединасели (1917—2013).